# 瓦雷讷圣奥诺拉
瓦雷讷圣奥诺拉（法語：Varennes-Saint-Honorat，法語發音：[vaʁɛn sɛ̃t‿ɔnɔʁa]）是法国上卢瓦尔省的一个市镇，位于该省北部，属于勒皮区。

## 地理
瓦雷讷圣奥诺拉（45°10'45"N, 3°38'18"E）面积11.91 平方千米，位于法国奥弗涅-罗讷-阿尔卑斯大区上盧瓦爾省，该省份为法国中南部省份，北起多姆山省和卢瓦尔省，西接康塔爾省，南至洛泽尔省，东临阿尔代什省。
与瓦雷讷圣奥诺拉接壤的市镇（或旧市镇、城区）包括：阿莱格尔、拉沙佩勒贝尔坦、菲克斯圣热内、雅镇、若萨、圣欧仁妮-德维勒讷沃。
瓦雷讷圣奥诺拉的时区为UTC+01:00、UTC+02:00（夏令时）。

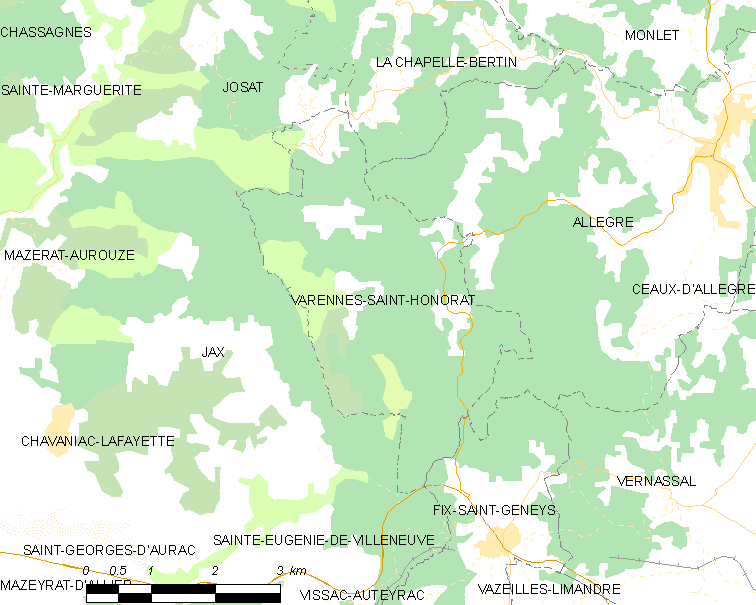
瓦雷讷圣奥诺拉的OSM定位图

## 行政
瓦雷讷圣奥诺拉的邮政编码为43270，INSEE市镇编码为43252。

## 政治
瓦雷讷圣奥诺拉所属的省级选区为上沃莱花岗岩高原县。

## 交通
上卢瓦尔省省道D40线和D51线经过境内。

## 人口

1962-2008年间瓦雷讷圣奥诺拉人口变化图示

瓦雷讷圣奥诺拉于2022年1月1日时的人口数量为26人。